# Yonki-no-Kai Productions
La Yonki no kai est une société de production cinématographique fondée par Keisuke Kinoshita, Kon Ichikawa, Masaki Kobayashi et Akira Kurosawa en 1969.
En 1970 la société connut de graves problèmes financiers à la suite de l'échec commercial de Dodes'kaden de Kurosawa.